# Hospital Saint Joseph
El Hospital Saint Joseph o bien el Hospital San José (en inglés: Saint Joseph Hospital) es un centro de salud fundado en 1966, que ahora es propiedad del Gobierno de Barbados. Se encuentra en la zona de Ashton Hall, que se ubica en la parroquia de San Pedro. El hospital estuvo junto al principal hospital general. El Hospital St. Joseph ha servido sobre todo al norte de la isla. En enero de 2011 se anunció que todo el hospital sería arrendado a los inversores extranjeros que tenían interés en él para el turismo médico.  Posteriormente, el gobierno del partido annou anunció que los inversionistas de American World Clinics con sede en Colorado ("AWC") lo manejarían en virtud de un contrato de arrendamiento por lo menos durante 25 años.
Originalmente, el hospital de St. Joseph era propiedad de la Iglesia católica en Barbados. El hospital se ha convertido en un juego político entre los dos partidos dominantes de Barbados, siendo abierto y cerrado varias veces.